# أبلحد أفرايم ساوا
أبلحد افرايم ساوا حنا شينو هو سياسي عراقي ولد في سنة 1951 في قرية مار ياقو شمال غرب دهوك، وعضو في مجلس النواب العراقي وبعد حصوله على مقعد خلال انتخابات العراق في كانون الأول 2005م عن محافظة أربيل ضمن قائمة التحالف الوطني الكوردستاني التي حصلت على 53 مقعداً في مجلس النواب العراقي، و هو مؤسس الحزب الديمقراطي الكلداني.